# Valeriu Magher
Valeriu Magher (n. 28 mai 1890, Holod – d. 1975, Lăzăreni) a fost delegat din partea cercului l, Oroșhaza, jud. Mureș la Marea Adunare Națională de la Alba Iulia, organismul legislativ reprezentativ al „tuturor românilor din Transilvania, Banat și Țara Ungurească”, cel care a adoptat hotărârea privind Unirea Transilvaniei cu România, la 1 decembrie 1918.

## Biografie
Valeriu Magher  a terminat  Preparandia din Oradea. A fost învățător în Chitighaz (Ungaria), iar după 1918  și-a continuat meseria de  învățător la grupul de sălașe dintre Arad și Pecica. A decedat în 1975 la Lăzăreni.

## Activitate politică
A fost ales delegat din partea cercului Orosháza, comitatul Bichiș (județul Mureș) la Marea Adunare Națională de la Alba Iulia din 1 decembrie 1918.